# Пастушок-голоок талаудський
Пастушок-голоок талаудський (Gymnocrex talaudensis) — вид журавлеподібних птахів родини пастушкових (Rallidae). Ендемік Індонезії.

## Поширення
Вид поширений на острові Каракелонг з островів Талауд. Мешканці острова стверджують, що він широко поширений по всьому острову, але, незважаючи на безперервні дослідження, які проводяться, з моменту його відкриття вид був помічений лише один раз. Птах виявлений в місці, оточеному болотами, струмками та невеликими ділянками лісу, тому вважається, що вид полюбляє заболочені угіддя, особливо вологі простори високої трави на узліссях низинних лісів.

## Опис
Птах завдовжки 33–35 см, має характерну червону райдужну оболонку, яка чітко виділяється на сріблясто-білій ділянці голої шкіри за кожним оком. Голова, шия і груди мають амарантово-коричневий колір, тоді як верхня частина оливково-зелена, а нижня частина чорна.